# Dealey-Klasse
Die Dealey-Klasse war eine Klasse von dreizehn Geleitzerstörern der United States Navy.

## Allgemeines
Die Schiffe der Dealey-Klasse waren die Geleitzerstörer, die für die amerikanische Marine nach dem Zweiten Weltkrieg gebaut wurden. Sie waren schneller bzw. größer als ihre Vorgänger und mit stärkerer Artillerie sowie mit ASW-Raketen bewaffnet. Sie wurden später modernisiert. Hierbei wurden das/die Wasserbombenablaufgestell, -mörser und ASW-Raketen entfernt und durch Kernwaffen-fähige ASW-Raketen und eine Torpedorohr-Lafette ersetzt.
Sie wurden zwischen 1972 und 1973 außer Dienst gestellt und durch die Fregatten der Knox-Klasse ersetzt. Die norwegischen Fregatten der Oslo-Klasse basieren auf dem Entwurf der Dealey-Klasse.

## Liste der Schiffe
| Name                            | Bauwerft                                 | Kiellegung         | Stapellauf         | Indienststellung   | Verbleib                                           |
| ------------------------------- | ---------------------------------------- | ------------------ | ------------------ | ------------------ | -------------------------------------------------- |
| USS Dealey (DE-1006)            | Bath Iron Works, Bath                    | 15. Dezember 1952  | 8. November 1953   | 3. Juni 1954       | Verkauf an Uruguay als ROU 18 De Julio (1972–1991) |
| USS Cromwell (DE-1014)          | Bath Iron Works, Bath                    | 3. August 1953     | 4. Juni 1954       | 24. November 1954  | Außerdienststellung 5. Juli 1972                   |
| USS Hammerberg (DE-1015)        | Bath Iron Works, Bath                    | 12. November 1953  | 20. August 1954    | 2. März 1955       | Außerdienststellung 14. Dezember 1973              |
| USS Courtney (DE-1021)          | Defoe Shipbuilding, Bay City             | 2. September 1954  | 2. November 1955   | 24. September 1956 | Außerdienststellung 1973                           |
| USS Lester (DE-1022)            | Defoe Shipbuilding, Bay City             | 2. September 1954  | 5. Januar 1956     | 14. Juni 1957      | Außerdienststellung 1973                           |
| USS Evans (DE-1023)             | Puget Sound Bridge and Dredging, Seattle | 8. April 1955      | 14. September 1955 | 14. Juni 1957      | Außerdienststellung 1973                           |
| USS Bridget (DE-1024)           | Puget Sound Bridge and Dredging, Seattle | 19. September 1955 | 25. April 1956     | 24. October 1957   | Außerdienststellung 1973                           |
| USS Bauer (DE-1025)             | Alameda Works Shipyard, Alameda          | 1. Dezember 1955   | 4. Juni 1957       | 21. November 1957  | Außerdienststellung 1973                           |
| USS Hooper (DE-1026)            | Alameda Works Shipyard, Alameda          | 4. Januar 1956     | 1. August 1957     | 18. März 1958      | Außerdienststellung 1973                           |
| USS John Willis (DE-1027)       | New York Shipbuilding, Camden            | 5. Juli 1955       | 4. Februar 1956    | 21. Februar 1957   | Außerdienststellung 1972                           |
| USS Van Voorhis (DE-1028)       | New York Shipbuilding, Camden            | 29. August 1955    | 28. Juli 1956      | 22. April 1957     | Außerdienststellung 1972                           |
| USS Hartley (DE-1029)           | New York Shipbuilding, Camden            | 31. Oktober 1955   | 24. November 1956  | 26. Juni 1957      | Verkauft an Kolumbien als ARC Boyaca (1972–1994)   |
| USS Joseph K. Taussig (DE-1030) | New York Shipbuilding, Camden            | 3. Januar 1956     | 3. Januar 1957     | 10. September 1957 | Außerdienststellung 1972                           |